# Monica Bîrlădeanu
Monica Elena Bîrlădeanu, nota anche come Monica Dean (Iași, 12 dicembre 1978), è un'attrice rumena.

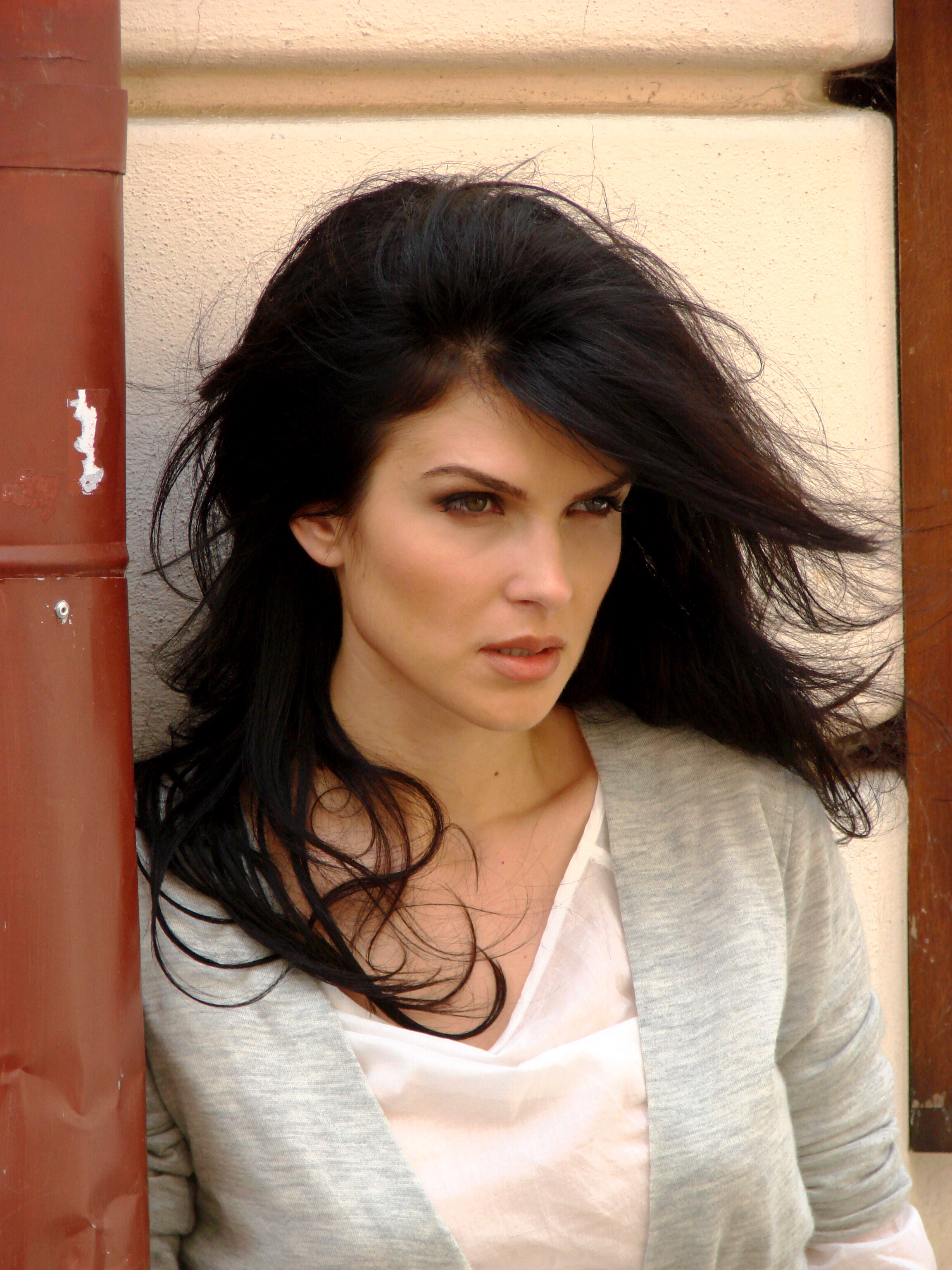
Monica Bîrlădeanu (2007)

Ha studiato legge all'Università di Iași. È stata un volto televisivo molto noto in Romania, prima di accettare il suo primo ruolo cinematografico nel 2004. Un anno dopo impersonò un'infermiera nel pluripremiato film La morte del signor Lazarescu e fu fra i protagonisti del film horror Incubus. Nel 2006 interpretò una piccola parte nella serie televisiva Lost nell'episodio The Hunting Party, come Gabriela, una ricca francese.

## Biografia
Dopo la scuola secondaria s’iscrisse a un corso di studi per diventare maestra d'asilo, ma cambiò istituto all'ultimo anno di corso, recuperando le materie necessarie per iscriversi a legge all'università l'anno successivo. Suo padre morì poco prima che lei superasse l’esame universitario di ammissione e dovette così mantenersi agli studi da sola, lavorando come cameriera e come promotrice per diverse compagnie. Quando le fu proposto di posare per un catalogo di lingerie accettò, diventando una piccola celebrità locale. Durante il suo primo anno di università partecipò ad un concorso di bellezza, Miss Transylvania e le venne offerto un contratto con un'agenzia di modelle di Bucarest, la M.R.A. Per due anni apparve in diversi spot televisivi, continuando nel frattempo gli studi.
Al suo terzo anno di università fu chiamata per un'audizione da un nuovo canale televisivo che doveva partire in quei giorni, B1 TV. La sua carriera televisiva iniziò con uno show quotidiano intitolato La strada come co-conduttrice: era un programma per teenager che le portò ancora più notorietà, stavolta a livello nazionale. Poco dopo apparve sulle copertine di diverse riviste, rilasciò alcune interviste e cominciò ad ottenere sempre più successo: in pochi mesi ottenne il suo personale programma televisivo, uno show quotidiano di mezz'ora.
Nel novembre 2002 il quotidiano Beau Monde la nomina "più bella celebrità rumena" e in dicembre TV Mania, la più conosciuta guida TV rumena, la sceglie come Star TV più sexy. Il suo programma in televisione continuava, come anche la serie di premi e riconoscimenti. A febbraio 2003 la rivista VIVA la nominò "la più bella donna rumena" e in luglio FHM la incorona "donna più sexy". A dicembre fu di nuovo premiata da TV Mania come "Star TV più sexy". Nel frattempo lei conduceva la serie Extravacanzza in televisione. Il 2004 inizia con una nuova sfida: lo show Viata in Direct (Vita in diretta).
A febbraio 2004 la rivista Viva la nomina ancora "Celebrità più sexy" e in dicembre 2004 fu ancora premiata da TV Mania "Star TV più sexy". In quell'anno, la Bîrlădeanu frequentò a Los Angeles una scuola di recitazione per migliorare le sue capacità di conduttrice. Negli USA la sua carriera ebbe una svolta improvvisa: iniziò a recitare come attrice cinematografica. Recitò la parte di una teenager in una commedia, Buds for Life, e per la fine dell'anno ricevette un ruolo nel suo primo film rumeno, La morte del signor Lazarescu. Questo film ha ottenuto più di 30 premi, compreso il premio Un Certain Regard al Festival di Cannes 2005 e un Silver Hugo al Chicago International Film Festival.
Ha ricevuto inoltre una nomination a miglior film straniero agli Independent Spirit Awards 2006: da allora ha interpretato parti via via più importanti nei film Incubus, Living & Dying, Fall Down Dead, Il mistero della miniera di smeraldi, Lombarzilor 8 e Second in Command. Il film Francesca, dove interpreta la parte principale, è stato citato in giudizio nel 2009 dalla deputata Alessandra Mussolini, che ha cercato senza successo di bloccarne la diffusione per una frase ingiuriosa nei suoi confronti contenuta nei dialoghi.

## Vita privata
Monica Bîrlădeanu ha una relazione con Bobby Păunescu, produttore e regista, uno degli uomini più ricchi in Romania.

## Filmografia

### Cinema
- Buds for Life, regia di Gabriel Bologna (2004)
- La morte del signor Lazarescu (Moartea domnului Lăzărescu), regia di Cristi Puiu (2005)
- Incubus, regia di Anya Camilleri (2006)
- Living & Dying, regia di Jon Keeyes (2007)
- Fall Down Dead, regia di Jon Keeyes (2007)
- Francesca, regia di Bobby Paunescu (2009)
- Stopover, regia di Ioana Uricaru – cortometraggio (2010)
- Maica, domnolui de la parter, regia di Andrei Cohn – cortometraggio (2010)
- Vallanzasca - Gli angeli del male, regia di Michele Placido (2010)
- Maternity Blues, regia di Fabrizio Cattani (2011)
- Diaz - Don't Clean Up This Blood, regia di Daniele Vicari (2012)
- Despre oameni si melci (Of Snails and Men), regia di Tudor Giurgiu (2012)
- Itaker - Vietato agli italiani, regia di Toni Trupia (2012)
- Closer to the Moon, regia di Nae Caranfil (2013)

### Televisione
- Lombarzilor 8 – serie TV (2006)
- Il mistero della miniera di smeraldi (Caved In) – film TV (2006)
- Lost – serie TV, episodio 2x11 (2006)
- Nip/Tuck – serie TV, episodio 4x04 (2006)
- Second in Command, regia di Simon Fellows – direct-to-video (2006)